# アガチェリ
アガチェリ(Aghačeri)は、12世紀から13世紀ごろカザフステップに存在したテュルク系の遊牧民族。ラシード・アッディーン『集史』の説明にもあるように「森の人」の意。オグズ族の一分派で、森林地帯にあった分族に名付けられたものでもあろうか。

## 参考資料
- 訳注：金山あゆみ『ラシード=アッディーン『集史』「モンゴル史」部族篇訳注』（風間書房、2022年）
- 村上正二「モンゴル帝國成立以前における遊牧民諸部族について : ラシィード・ウッ・ディーンの「部族篇」をめぐって」『東洋史研究』第23巻第4号、東洋史研究會、1965年3月、478-507頁、CRID 1390290699810644096、doi:10.14989/152678、hdl:2433/152678、ISSN 0386-9059。